# Юнус Раджаби (станция метро)
«Юнус Раджаби» (узб. Yunus Rajabiy) — станция Ташкентского метрополитена.
Открыта для пассажиров 26 октября 2001 года в составе первого участка Юнусабадской линии : «Хабиб Абдуллаев» — «Минг Урик».
Расположена между станциями : «Абдулла Кодирий» и «Минг Урик».

## История
Названа в честь советского, узбекского композитора, академика, «Народного артиста Узбекской ССР», певца, инструменталиста-исполнителя, учёного-фольклориста, организатора и руководителя музыкальных коллективов, педагога, общественного деятеля — Юнуса Раджаби.

## Характеристика
Станция : колонная, трёхпролётная, глубокого заложения с двумя подземными вестибюлями. 
«Юнус Раджаби» — самая глубокая из всех станций Ташкентского метрополитена — 24 метра. Высота потолков свыше 7 метров. Кроме большой глубины, при строительстве трудности создавали высокие грунтовые воды, так что пришлось бурить 19 скважин вертикального дренажа.
На станции два перехода на Чиланзарскую линию станцию «Амир Темур хиёбони» («Сквер Амира Тимура»): один в вестибюле станции, другой пешеходный тоннель прямо с платформы станции.

## Оформление
Платформу станции украшают колонны в восточном стиле. Их венчают капители, выполняющие не только декоративные, но и осветительные функции.